# Topyıldız, Gürpınar
Topyıldız là một xã thuộc thành phố Gürpınar, tỉnh Van, Thổ Nhĩ Kỳ. Dân số thời điểm năm 2011 là 184 người.